# Guiding Light
Guiding Light va ser una sèrie de televisió americana de 15.762 episodis creada per Irna Phillips i Emmons Carlson i emesa des del 30 de juny de 1952 al 18 de setembre de 2009 a la xarxa CBS.
La seva primera aparició es va retransmetre des del 25 de gener de 1937 de gener de 1937 fins al 29 de novembre de 1946 a NBC Radio i després del 2 de juny de 1947 al 29 de novembre de 1946 de juny de 1956 a CBS Radio.
Guiding Light va ser la telenovel·la de llarga durada de la història de la televisió abans d'As the World Turns, Hospital central, Days and Lives, The Young and the Restless i Love, Glory and Beauty.
Als Estats Units, va ser la primera telenovel·la en termes de públic el 1956 - 1957, 1957 - 1958.
Acaba el 18 de setembre de 2009 després de 57 anys, i compta amb 15.762 episodis emesos a la xarxa CBS.
Aquesta telenovel·la va començar molt abans de la televisió, primer a la ràdio entre 1937 i 1946 a NBC Radio i entre 1947 i 1956 a CBS Radio.
En total, incloent-hi tot el seu temps des de la ràdio fins a la televisió, va durar 72 anys amb 18 262 episodis. Inclou així la longevitat més gran assolida mai i el nombre més gran d'episodis del món de les telenovel·les.
Actualment és la primera telenovel·la amb més episodis davant l’Hospital Central.
Patrocinat per la companyia Procter & Gamble, aquesta telenovel·la és la més antiga de la història de la televisió estatunidenca .
El 2 d'abril de 2009, CBS informa que posa fi a la telenovel·la, la més llarga de la història de les telenovel·les. L'episodi final es va emetre a CBS. La qüestió: la restricció pressupostària i l'estil de vida del públic que ha canviat molt en 57 anys.
La parella formada per Olivia (Crystal Chappell) i Natalia (Jessica Leccia) es coneix per Otalia.

## Argument
Aquesta telenovel·la representa la vida de les famílies Bauer, després Spaulding, Chamberlain, Reardon i Lewis a la ciutat imaginària de Springfield.

## Orígens, desenvolupament de la trama i repartiment
Guiding Light ha tingut diverses seqüències argumentals durant la llarga història de la sèrie, tant a la ràdio com a la televisió. Aquestes seqüències argumentals són històries complexes i diferents guionistes i càstings.

### 1930 i 1940
La sèrie va ser creada per Emmons Carlson i Irna Phillips, que la van basar en experiències personals. Després de donar a llum un nadó mort als 19 anys, va trobar consol espiritual escoltant els sermons de ràdio de Preston Bradley, un famós predicador de Chicago i fundador de l'Església del Poble, una església que va promoure la fraternitat de l'home. Aquests sermons van inspirar la creació de The Guiding Light, que va començar com una sèrie de ràdio, amb un predicador com a personatge central. La sèrie de ràdio original es va emetre per primera vegada com a episodis de 15 minuts a NBC Radio, a partir del 25 de gener de 1937. La sèrie va ser transferida a CBS Radio el 1947.
The Guiding Light va ser emès per primera vegada per CBS Television el 30 de juny de 1952, en substitució de la telenovel·la cancel·lada The First Hundred Years. Aquests episodis també van durar 15 minuts. Durant el període de 1952 a 1956, The Guiding Light va existir com una sèrie de ràdio i televisió, amb actors que gravaven les seves actuacions dues vegades cada dia que s'emetien els espectacles. L'emissió de ràdio de The Guiding Light va deixar de produir-se durant el 1956, posant fi a aquesta superposició.
Amb la transició a la televisió, els personatges principals es van convertir en els Bauer, una família d'immigrants alemanys de classe mitjana baixa que es va presentar per primera vegada a la sèrie de ràdio el 1948. Moltes històries van girar al voltant de Bill Bauer (fill del patriarca Friedrich Papa Bauer) i la seva nova esposa Bertha (anomenada Bert). Papa Bauer, que va arribar als Estats Units durant la Primera Guerra Mundial amb només uns quants dòlars a la butxaca, va ser un personatge de sal de la terra que va aconseguir oferir oportunitats als seus fills treballant dur i va inculcar aquesta ètica de treball als seus fills. Bert tenia somnis de pujar l'escala social i mantenir les aparences, i depenia de Bill (i de vegades Papa Bauer) portar-la a la terra.
The Guiding Light es va classificar com la telenovel·la número u durant el 1956 i el 1957, abans de ser substituïda durant el 1958 per As the World Turns. Després que Irna Phillips fos transferida a As the World Turns durant el 1958, la seva protegida Agnes Nixon es va convertir en l'escriptora principal de The Guiding Light.
La primera productora de televisió de The Guiding Light va ser Lucy Ferri Rittenberg, que va produir el programa durant més de 20 anys.

### Dècada de 1950
The Guiding Light va ser emès per primera vegada per CBS Television el 30 de juny de 1952, en substitució de la telenovel·la cancel·lada The First Hundred Years. Aquests episodis també van durar 15 minuts. Durant el període de 1952 a 1956, The Guiding Light va existir com una sèrie de ràdio i televisió, amb actors que gravaven les seves actuacions dues vegades per cada dia que s'emetien els espectacles. L'emissió de ràdio de The Guiding Light va deixar de produir-se durant el 1956, posant fi a aquesta superposició.
Amb la transició a la televisió, els personatges principals es van convertir en els Bauer, una família d'immigrants alemanys de classe mitjana baixa que es va presentar per primera vegada a la sèrie de ràdio el 1948. Moltes històries van girar al voltant de Bill Bauer (fill del patriarca Friedrich Papa Bauer) i la seva nova esposa Bertha (anomenada Bert). Papa Bauer, que va arribar als Estats Units durant la Primera Guerra Mundial amb només uns quants dòlars a la butxaca, va ser un personatge de sal de la terra que va aconseguir oferir oportunitats als seus fills treballant dur i va inculcar aquesta ètica de treball als seus fills. Bert tenia somnis de pujar l'escala social i mantenir les aparences, i depenia de Bill (i de vegades Papa Bauer) portar-la a la terra.
The Guiding Light es va classificar com la telenovel·la número u durant el 1956 i el 1957, abans de ser substituïda durant el 1958 per As the World Turns. Després que Irna Phillips fos transferida a As the World Turns durant el 1958, la seva protegida Agnes Nixon es va convertir en l'escriptor principal de The Guiding Light .
La primera productora de televisió de The Guiding Light va ser Lucy Ferri Rittenberg, que va produir el programa durant més de 20 anys.

### Dècada del 1960
Agnes Nixon va renunciar al seu paper d'escriptora principal durant l'any 1965 per treballar a Another World. El 13 de març de 1967, The Guiding Light es va emetre per primera vegada en color. El 9 de setembre de 1968 es va ampliar el programa de 15 a 30 minuts.
La Dècada del 1960 va incloure la introducció de personatges negres, interpretats per Billy Dee Williams, James Earl Jones, Ruby Dee i Cicely Tyson. L'èmfasi de la sèrie es va traslladar als fills de Bill i Bert, Mike i Ed; el personatge de Bill Bauer es va escriure el juliol de 1969, presumpte mort després d'un accident d'avió. L'espectacle també es va fer una mica més d'actualitat durant la Dècada del 1960, amb històries com el diagnòstic de càncer uterí de Bert Bauer el 1962.
Entre mitjans i finals de la Dècada del 1960 es van introduir uns quants personatges nous, com la doctora Sara McIntyre, que va romandre un personatge important fins a principis de la Dècada del 1980.

### Dècada del 1970
Gran part de la història durant la primera meitat de la Dècada del 1970 va estar dominada per l'assassinat de Stanley Norris el novembre de 1971 i el judici posterior, així com les gestes de les vilanes Charlotte Waring i Kit Vested. Charlotte (aleshores interpretada per Melinda Fee) va ser assassinada per Kit (Nancy Addison) el 26 d'agost de 1973, i després la mateixa Kit va ser morta per Joe Werner (Anthony Call) en defensa pròpia el 24 d'abril de 1974, després va intentar enverinar Sara McIntyre.
L'1 d'abril de 1971 es va presentar un personatge cabdal, de tant en tant, fins a la primavera de 1998, Roger Thorpe. El paper de Roger es va proposar originalment per ser un tipus ros, de pell clara i preppy, un home que estava sortint amb la filla del seu cap, Holly. Finalment, Michael Zaslow, un actor de cabell fosc, va ser contractat per al paper per la directora de càsting de llarga data, Betty Rea. Zaslow va retratar Roger com un dolent complicat i polifacètic.
Theo Goetz (Papa Bauer) va morir el 1972 i els productors van decidir que Papa Bauer moriria com a part de la història. El repartiment va retre homenatge a Goetz i Papa Bauer en un episodi commemoratiu especial que es va emetre el 27 de febrer de 1973.
Pressionat per les telenovel·les més noves i més juvenils, com All My Children, Procter & Gamble va contractar els escriptors principals Bridget i Jerome Dobson el 1975, que van començar a escriure al novembre. Els Dobsons van introduir un estil d'escriptura més matisat i psicològicament en capes, i van incloure històries oportunes, inclosa una relació complexa d'amor/odi entre cònjuges/germanastres separats Roger i Holly. També van crear una sèrie de personatges ben recordats, inclosa Rita Stapleton, les complexes relacions de la qual amb Roger i Ed van impulsar gran part de la història durant la resta de la dècada, Alan Spaulding i Ross Marler, ambdós van ser personatges principals durant la dècada del 2000.
La decisió es va prendre a la tardor de 1977 de reintroduir el personatge mort pensat de Bill Bauer, en una important retrocontinuïtat. Els altres personatges pensaven que havia mort en un accident d'avió el juliol de 1969, però es deia que estava viu. (Molts espectadors que havien prestat atenció al programa el setembre de 1968, van recordar que a Bill li van dir que només li quedaven nou anys de vida.) Posteriorment, Bill va ser acusat per l'assassinat d'un home a Vancouver (va ser absolt, amb l'ajuda de Mike) i l'abril de 1978 Bill havia tornat a marxar de la ciutat). El personatge de Bill va tornar breument el novembre de 1978, l'abril de 1980, i després de nou al juliol i novembre de 1983. El retorn de Bill va presentar al públic i als Bauer un altre personatge que va romandre al programa fins al setembre de 1984, Hillary Kincaid, RN (Bauer), la filla de Bill (i, per tant, la germanastra d'Ed i Mike; Bill havia matat accidentalment l'home que Hillary pensava inicialment era el seu pare, però en realitat era el seu padrastre).
Jerome i Bridget Dobson van matar la jove heroïna del programa, Leslie Jackson Bauer Norris Bauer, el juny de 1976. En aquell moment es va informar que Lynne Adams volia deixar el paper, i els Dobson van decidir no reformar el paper. Leslie va morir en un accident d'atropellament per Spence Jeffries, marit separat de la secretària de Mike, Anne. El seu pare, Steve Jackson, va romandre al programa durant la resta de la Dècada del 1970, servint com a metge sènior a Cedars i com a amic i company de Bert Bauer.
El novembre de 1975, el nom va ser canviat a les imatges d'obertura i tancament de l'espectacle de The Guiding Light a Guiding Light. El 7 de novembre de 1977, el programa es va ampliar a una hora sencera i es va emetre de 14:30 a 15:30 cada dia.
La Dècada del 1970 va posar èmfasi en els Bauer i els Spaulding, però es van introduir uns quants altres personatges notables.

### Dècada del 1980
Bridget i Jerome Dobson van passar al capdavant de la redacció de As the World Turns a finals de 1979. L'antic actor Douglas Marland va assumir les regnes de l'escriptura de Guiding Light el 1979. Va presentar molts personatges nous, inclosa la família Reardon. Durant el maig de 1980, Guiding Light va guanyare el primer Emmy a una sèrie dramàtica. Una de les històries de Marland presentava el personatge de Carrie Todd Marler, interpretada per Jane Elliot. A Carrie se li va diagnosticar múltiples personalitats. Marland amb prou feines havia aprofundit en la seva psicosi quan el productor executiu Allen M. Potter va rescindir bruscament el contracte d'Elliot el 1982. Com a resultat, Marland va dimitir en protesta.
Durant la dècada del 1980, el programa va començar a emfatitzar més els personatges més joves, com un intent de competir amb les sèries de l'ABC més joves. Durant aquest temps es van eliminar uns quants personatges, com Ben i Eve McFarren, Diane Ballard, la doctora Sara McIntyre, Adam Thorpe, Barbara Norris Thorpe, Justin Marler i Steve Jackson. L'actriu Lenore Kasdorf va abandonar el programa l'any 1981 i els productors van decidir no reformular el paper de Rita Stapleton Bauer, donat com de popular havia estat Kasdorf. La matriarca de la família Bauer, Bertha 'Bert' Bauer, va morir el març de 1986, després de la mort real de Charita Bauer el 1985. Durant l'any del 50è aniversari de Guiding Light el 1987, es va comprometre a mostrar la família Bauer en els papers principals tant com fos possible, després que la reacció del públic a les famílies Lewis i Shayne criades a Oklahoma resultés ser mixta. Com a resultat, la tradició de la barbacoa familiar Bauer del 4 de juliol va començar aquell any i va continuar fins al 2009, l'últim any de la sèrie a CBS Television.
Pam Long, actriu i escriptora de Texas de la NBC de 1981 a 1982, es va convertir en escriptora principal durant el 1983, a la qual s'hi va unir Gail Kobe com a productora executiva. Durant la primera etapa de Long com a escriptora, l'espectacle va centrar-se en el jove quadrangle amorós de Rick Bauer, Phillip Spaulding, Mindy Lewis i Beth Raines. Famílies Bauer, Spaulding, Reardon i Raines. Long també va presentar altres personatges, com Alexandra Spaulding, interpretada per la notable actriu diürna Beverlee McKinsey, d’un altre món i fama de Texas; i Reva Shayne, interpretada per Kim Zimmer. Després d'un descans, Pamela K. Long va tornar per a un segon període d'escriptor en cap de 1987 a 1990.
Els personatges de Roger Thorpe i Holly Norris van tornar a la sèrie a finals de la Dècada del 1980. Maureen Garrett va repetir el seu paper de Holly el 1988, seguida de Michael Zaslow com a Roger el 1989.

### Dècada del 1990
Amb la nova dècada, la narració de la sèrie va passar de l'estil casolà de Long a un estil més realista amb un nou grup d'escriptors principals. Les famílies Bauer, Spaulding, Lewis i Cooper s'havien establert com a famílies bàsiques, i la majoria de desenvolupaments argumentals importants els concernien. El programa generalment es va mantenir en la zona mitjana pel que fa a les valoracions al llarg de la dècada.
El programa va experimentar una sèrie de reptes el 1993, inclosa la sortida de tres de les actrius principals del programa - Beverlee McKinsey, Kimberley Simms i Sherry Stringfield - en pocs mesos. En particular, l'Alexandra de McKinsey havia estat un catalitzador de diverses històries. La decisió d'assassinar el personatge de Maureen Bauer va resultar profundament impopular entre el públic, i sovint es cita com un dels errors més grans de la sèrie.
La productora executiva Jill Farren Phelps va triar uns quants actors amb els quals havia treballat en altres espectacles, especialment a Santa Barbara, en nous papers a GL. Entre ells: Justin Deas, en el paper del desaparegut patriarca de Cooper Buzz; i Marj Dusay com a nova actriu per interpretar a Alexandra Spaulding.
El 1994, l'espectacle va portar l'antiga actriu de Santa Bàrbara Marcy Walker per interpretar l'antiheroïna Tangie Hill, però la parella de Tangie amb Josh Lewis va resultar impopular i Walker va decidir no renovar el seu contracte
El 1995, Guiding Light va fer tornar la favorita dels fans Nola Chamberlain, interpretada per Lisa Brown. No obstant això, Nola tornant pel seu compte sense el marit Quinton Chamberlain va ser impopular entre els espectadors. La veterana de telenovel·les Mary Stuart es va unir al repartiment l'any 1996 com a Meta Bauer (encara que es va referir moltes vegades al llarg dels anys, el personatge de llarga durada interpretat originalment per Ellen Demming no s'havia vist a la pantalla des de 1974); el personatge va romandre al programa fins a la mort de Stuart el 2002.
A mesura que avançava la dècada, Guiding Light va començar a presentar històries amb girs argumentals més estranys, aparentment per competir amb programes com Passions i Days of Our Lives. Algunes d'aquestes històries involucraven el personatge de Reva Shayne, interpretat per Kim Zimmer. Reva havia estat presumptament morta durant els cinc anys anteriors, després d'haver conduït el seu cotxe fora d'un pont i a l'aigua dels Keys de Florida.
Els arguments estranys per a Reva incloïen el seu temps com una dona amish amnèsica, l'antiga reina de San Cristóbel, i una història on Reva va viure un viatge en el temps. El més notable d'aquests girs argumentals va ser quan Josh, creient de nou que la Reva havia mort, la va clonar.

### Anys 2000
La dècada del 2000 va començar amb la divisió de la sèria en dos llocs: Springfield i la nació insular fictícia de San Cristobel. A Springfield, la dinastia mafiosa de Santos va crear gran part del drama. Mentrestant, la família reial Winslow tenia la seva pròpia sèrie d'intrigues amb les quals tractar. Durant l'any 2002, però, San Cristobel va ser eliminat de la sèrie i la influència de la mafia en la història es va reduir posteriorment i, amb la marxa del personatge Danny Santos durant el 2005, va ser eliminat del tot. A més, Guiding Light va celebrar el seu 50è aniversari com a programa de televisió el 30 de juny de 2002.
Durant l'any 2004, l'antiga directora i actriu Ellen Wheeler (guanyadora d'un premi Emmy com a actriu de la sèrie All My Children i Another World) va assumir el relleu com a productora executiva de Guiding Light. Ella i l'escriptor David Kreizman van fer nombrosos canvis als decorats, les històries i el repartiment. Diversos actors veterans van ser eliminats, principalment per la disminució del pressupost. A causa de la manca d'influència veterana, Wheeler va tornar a emfatitzar la joventut de Springfield, especialment la polèmica parella dels cosins Jonathan i Tammy.

## Repartiment
- Grant Aleksander: Phillip Spaulding (#2) (1982-1984, 1986-1991, 1996-2004, 2009)
- Elizabeth Allen: Dr Gwen Harding (1983)
- George Alvarez: Ray Santos (1999-2009)
- Murray Bartlett: Cyrus Foley (2007-2009)
- Robert Bogue: Anthony « Mallet » Camalletti (#2) (2005-2009)
- E. J. Bonilla: Rafael « Rafe » Rivera (2007-2009)
- Beth Ann Bonner: Natasha (2009)
- Jeff Branson: Joshua « Shayne » Lewis (#7) (2008-2009)
- Kim Brockington: Dr. Felicia Boudreau (2002-2004, 2006, 2008-2009)
- Lisa Brown: Nola Reardon (1980-1985, 1995-1998, 2009)
- Mandy Bruno: Marina Cooper Camalletti (#6) (2004-2009)
- Orlagh Cassidy: Doris Wolfe (1999-2009)
- Judi Evans: Elizabeth « Beth » Raines (1983-1986)
- Beth Chamberlin: Elizabeth « Beth » Raines (1989-1991, 1997-2003, 2003-2009)
- Crystal Chappell: Olivia Spencer (1999-2009
- Tyra Colar: Leah Bauer (2008-2009)
- Bradley Cole: Jeffrey O'Neill (2003-2009)
- Olivia Cole: Deborah Mehren (1969-1971)
- Zach Conroy: James Spaulding (#3) (2009)
- Daniel Cosgrove: Harlan Billy « Bill » Lewis III (#4) (2002-2005, 2007-2009)
- Carey Cromelin: Wanda Hyatt (2009)
- Justin Deas: Frank « Buzz » Cooper Sr. (1993-2009)
- Bonnie Dennison: Susan « Daisy » Lemay (#3) (2007-2009)
- Frank Dicopoulos: Frank Cooper Jr. (1987-2009)
- Olivia Dicopoulos: Maureen Reardon (2009)
- Marj Dusay: Alexandra Spaulding (#2) (1993-1997, 1998-1999, 2002-2009)
- Morgan Englund: Dylan Lewis (1989-1995, 1997, 1999, 2002, 2006, 2009)
- Maureen Garrett: Holly Norris (#2) (1976-1980, 1988-2006, 2009)
- Patrick Gilbert: Robert « Robbie » Santos (#2) (2009)
- Jay Hammer: Fletcher Reade (1984-1998, 1999, 2009)
- Melissa Hayden: Bridget Reardon (1991-1997, 2009)
- Peter Francis James: Clayton Boudreau (2003-2009)
- James Earl Jones: Dr Jim Frazier
- Elizabeth Keifer: Christina «Blake» Thorpe Marler (#5) (1992-2009)
- Maeve Kinkead: Vanessa Chamberlain (1980-1987, 1989-2000, 2002, 2005, 2006-2009)
- Jessica Leccia: Natalia Rivera Aitoro (2007-2009)
- David Andrew MacDonald: Edmund Winslow (1999-2005, 2006, 2007, 2009)
- Kurt McKinney: Matt Reardon (1994-2000, 2005, 2006-2009)
- Karla Mosley: Christina Moore Boudreau (2008-2009)
- Robert Newman: Joshua « Josh » Lewis (1981-1984, 1986-1991, 1993-2009)
- Michael O'Leary: Frederick « Rick » Bauer (#5) (1983-1986, 1987-1991, 1995-2009)
- Tom Pelphrey: Jonathan Randall (2004-2007, 2008, 2009)
- Narlee Rae: Clarissa Marler (2008-2009)
- Ron Raines: Alan Spaulding (#3) (1994-2009)
- Gil Rogers: Hawk Shayne (2009)
- Marcy Rylan: Elizabeth « Lizzie » Spaulding Lewis (#6) (2006-2009)
- Lawrence Saint-Victor: Remy Boudreau (#3) (2006-2009)
- Stefan Schnabel: Plantilla:Dr Stephen Jackson (1966-1981)
- Peter Simon: Dr. William « Ed » Bauer Jr. (#4) (1981-1984, 1986-1996, 2002-2004, 2009)
- Tina Sloan: Lillian Raines (1983-2009)
- James Rebhorn: Bradley Raines (1983-1985, 1989-1990)
- Bethany Joy Lenz: Michelle Bauer Santos (#4) (1998-2000)
- Nancy St. Alban: Michelle Bauer Santos (#5) (2000-2005, 2009)
- Paul Anthony Stewart: Danny Santos (1998-2005, 2009)
- Cally & Brooke Tarleton: Hope Santos (2009)
- Krista Tesreau: Mindy Lewis (1983-1989, 2002, 2004, 2009)
- Gina Tognoni: Dinah Marler Lewis (#4) (2004-2009)
- Jacqueline Tsirkin: Emma Spencer-Spaulding (2008-2009)
- Caitlin Van Zandt: Ashlee Wolfe (2006-2009)
- Yvonna Wright: Melissande « Mel » Boudreau (2001-2009)
- Kim Zimmer: Reva Shayne O'Neil (1983-1990, 1995-2009)
- Lary Gates: Harlan Billy « H.B. » Lewis I (1983-1988, 1989, 1990-1995)
- Jess Weixler: Caroline Boyle (2003)

## Premis

### Premis Emmy

#### Show
- 1980 Outstanding Daytime Drama Series
- 1981 Outstanding Writing for a Daytime Drama Series
- 1982 Outstanding Daytime Drama Series
- 1982 Outstanding Writing for a Daytime Drama Series
- 1982 Outstanding Achievement in Any Area of Creative Technical Crafts (Technical Direction/Electronic Camerawork)
- 1983 Outstanding Achievement in Any Area of Creative Technical Crafts (Lighting Direction)
- 1984 Outstanding Achievement in Design Excellence for a Daytime Drama Series
- 1985 Outstanding Direction for a Drama Series
- 1985 Outstanding Achievement by a Drama Series Design Team – Ronald M. Kelson
- 1986 Outstanding Drama Series Writing Team
- 1986 Outstanding Achievement in Hairstyling for a Drama Series
- 1986 Outstanding Achievement in Costume Design for a Drama Series
- 1987 Outstanding Achievement in Makeup for a Drama Series
- 1987 Outstanding Achievement in Hairstyling for a Drama Series
- 1990 Outstanding Drama Series Writing Team
- 1991 Outstanding Original Song: "Love Like This"
- 1991 Outstanding Music Direction and Composition for a Drama Series
- 1992 Outstanding Original Song: "I Knew That I'd Fail"
- 1992 Outstanding Music Direction and Composition for a Drama Series
- 1992 Outstanding Achievement in Graphics and Title Design
- 1993 Outstanding Drama Series Writing Team
- 1993 Outstanding Achievement in Multiple Camera Editing for a Drama Series
- 1994 Outstanding Drama Series Directing Team
- 1994 Outstanding Music Direction and Composition for a Drama Series
- 1995 Outstanding Lighting Direction for a Drama Series
- 1995 Outstanding Achievement in Makeup for a Drama Series
- 1996 Outstanding Music Direction and Composition for a Drama Series
- 1996 Outstanding Achievement in Makeup for a Drama Series
- 1996 Outstanding Live and Direct-to-Tape Sound Mixing for a Drama Series
- 1996 Outstanding Lighting Direction for a Drama Series
- 1998 Outstanding Music Direction and Composition for a Drama Series
- 1998 Outstanding Lighting Direction for a Drama Series
- 1998 Outstanding Original Song: "Hold Me"
- 2007 Outstanding Writing Team for a Daytime Drama Series
- 2007 Outstanding Daytime Drama Series (tie, with The Young and the Restless)
- 2007 Outstanding Achievement in Music Direction and Composition for a Drama Series
- 2008 Outstanding Achievement in Music Direction and Composition for a Drama Series
- 2008 Outstanding Achievement in Live & Direct To Tape Sound Mixing for a Drama Series
- 2008 Outstanding Achievement in Multiple Camera Editing

#### Individuals
- 1983 Lifetime Achievement Award: Charita Bauer (Bert Bauer)
- 1984 Outstanding Supporting Actress in a Drama Series: Judi Evans Luciano (Beth Raines)
- 1985 Distinguished Service to Daytime Television: Charita Bauer (Bert Bauer) [postum]
- 1985 Outstanding Lead Actress in a Drama Series: Kim Zimmer (Reva Shayne)
- 1985 Outstanding Supporting Actor in a Drama Series: Larry Gates (H.B. Lewis)
- 1987 Outstanding Lead Actress in a Drama Series: Kim Zimmer (Reva Shayne)
- 1990 Outstanding Lead Actress in a Drama Series: Kim Zimmer (Reva Shayne)
- 1991 Outstanding Younger Actor in a Drama Series: Rick Hearst (Alan-Michael Spaulding)
- 1992 Outstanding Supporting Actress in a Drama Series: Maeve Kinkead (Vanessa Chamberlain)
- 1993 Outstanding Supporting Actress in a Drama Series: Ellen Parker (Maureen Reardon)
- 1993 Outstanding Younger Actor in a Drama Series: Monti Sharp (David Grant)
- 1994 Outstanding Lead Actor in a Drama Series: Michael Zaslow (Roger Thorpe)
- 1994 Outstanding Supporting Actor in a Drama Series: Justin Deas (Buzz Cooper)
- 1994 Outstanding Younger Actress in a Drama Series: Melissa Hayden (Bridget Reardon)
- 1995 Outstanding Lead Actor in a Drama Series: Justin Deas (Buzz Cooper)
- 1995 Outstanding Supporting Actor in a Drama Series: Jerry verDorn (Ross Marler)
- 1996 Outstanding Supporting Actor in a Drama Series: Jerry verDorn (Ross Marler)
- 1996 Outstanding Younger Actor in a Drama Series: Kevin Mambo (Marcus Williams)
- 1997 Outstanding Lead Actor in a Drama Series: Justin Deas (Buzz Cooper)
- 1997 Outstanding Younger Actor in a Drama Series: Kevin Mambo (Marcus Williams)
- 1998 Outstanding Lead Actress in a Drama Series: Cynthia Watros (Annie Dutton)
- 2002 Outstanding Supporting Actress in a Drama Series: Crystal Chappell (Olivia Spencer)
- 2003 Outstanding Younger Actor in a Drama Series: Jordi Vilasuso (Tony Santos)
- 2006 Outstanding Lead Actress in a Drama Series: Kim Zimmer (Reva Shayne)
- 2006 Outstanding Supporting Actor in a Drama Series: Jordan Clarke (Billy Lewis)
- 2006 Outstanding Supporting Actress in a Drama Series: Gina Tognoni (Dinah Marler)
- 2006 Outstanding Younger Actor in a Drama Series: Tom Pelphrey (Jonathan Randall)
- 2008 Outstanding Supporting Actress in a Drama Series: Gina Tognoni (Dinah Marler)
- 2008 Outstanding Younger Actor in a Drama Series: Tom Pelphrey (Jonathan Randall)
- 2009 Outstanding Supporting Actor in a Drama Series: Jeff Branson (Shayne Lewis)

### Altres premis
- Premi Writers Guild of America (1980, 1992, 2005)
- Premi Directors Guild of America (2005)